# Agouna
Agouna è un arrondissement del Benin situato nella città di Djidja (dipartimento di Zou) con 12.085 abitanti (dato 2006).